# Dykstraflex
Dykstraflex es un sistema de filmación de efectos a través de una cámara de control de movimiento digitalmente, para facilitar el proceso de trucaje fotográfico, permitiendo repetir las tomas cuantas veces sea necesario, y aportar realismo al rodaje de secuencias con maquetas. Este sistema del control del movimiento se considera el modelo para los posteriores sistemas que se crearon.

## Historia
La cámara fue diseñada por John Dykstra en 1976 específicamente para tomas complejas de efectos especiales en Star Wars, principalmente para que la cámara rodara la simulación de las escenas aéreas. En 1977, Dykstra recibió dos premios Óscar: uno por el citado Dykstraflex, que se patentó con el nombre Electronic Motion Control System y otro por los efectos visuales de Star Wars.
Para llevar a cabo estos efectos especiales Dykstra y su equipo utilizaron las antiguas cámaras VistaVision de la década de 1950, con el objetivo de garantizar que los efectos capturados tuvieran una resolución bastante alta para la composición. 